# Abito da flamenco

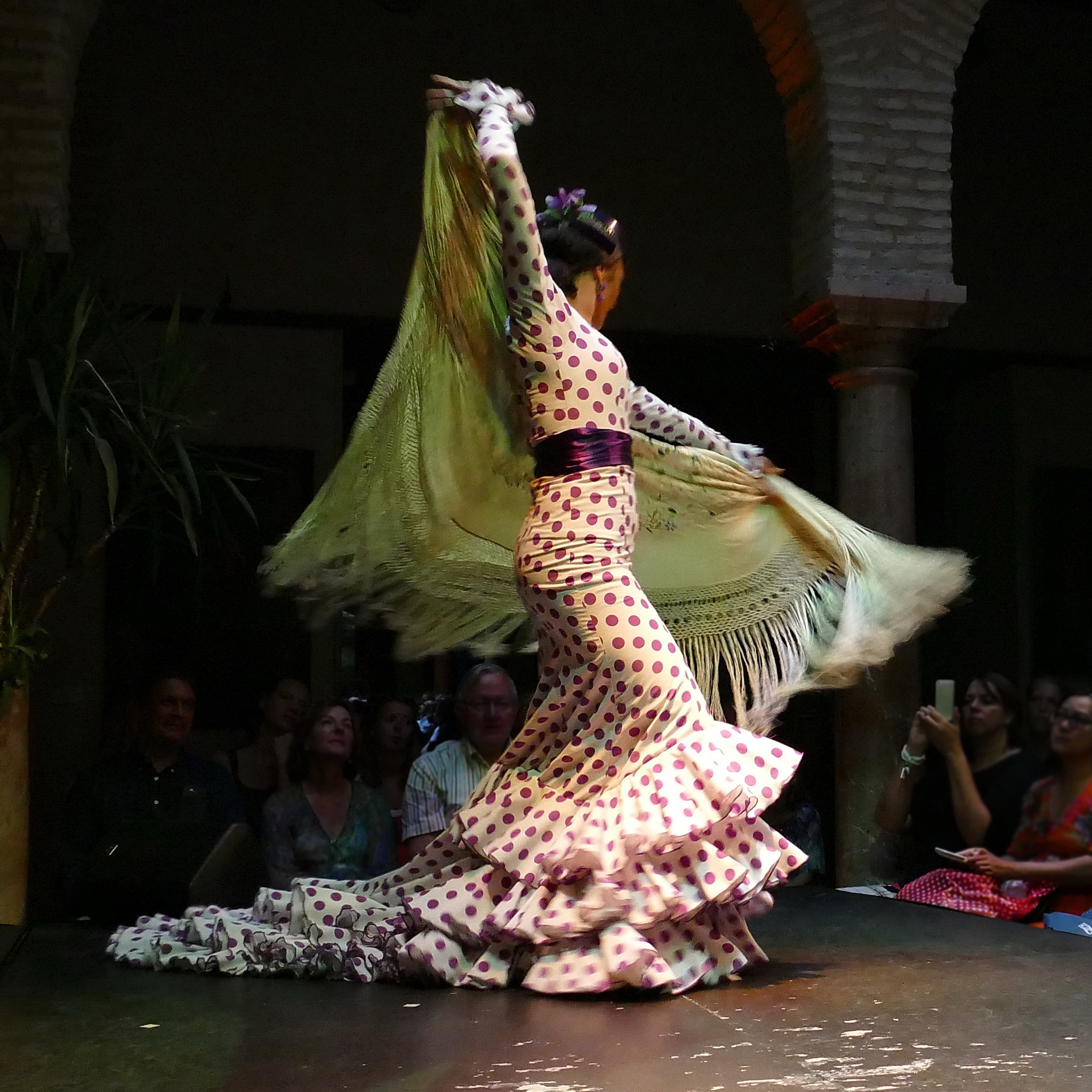
L'abito da flamenco

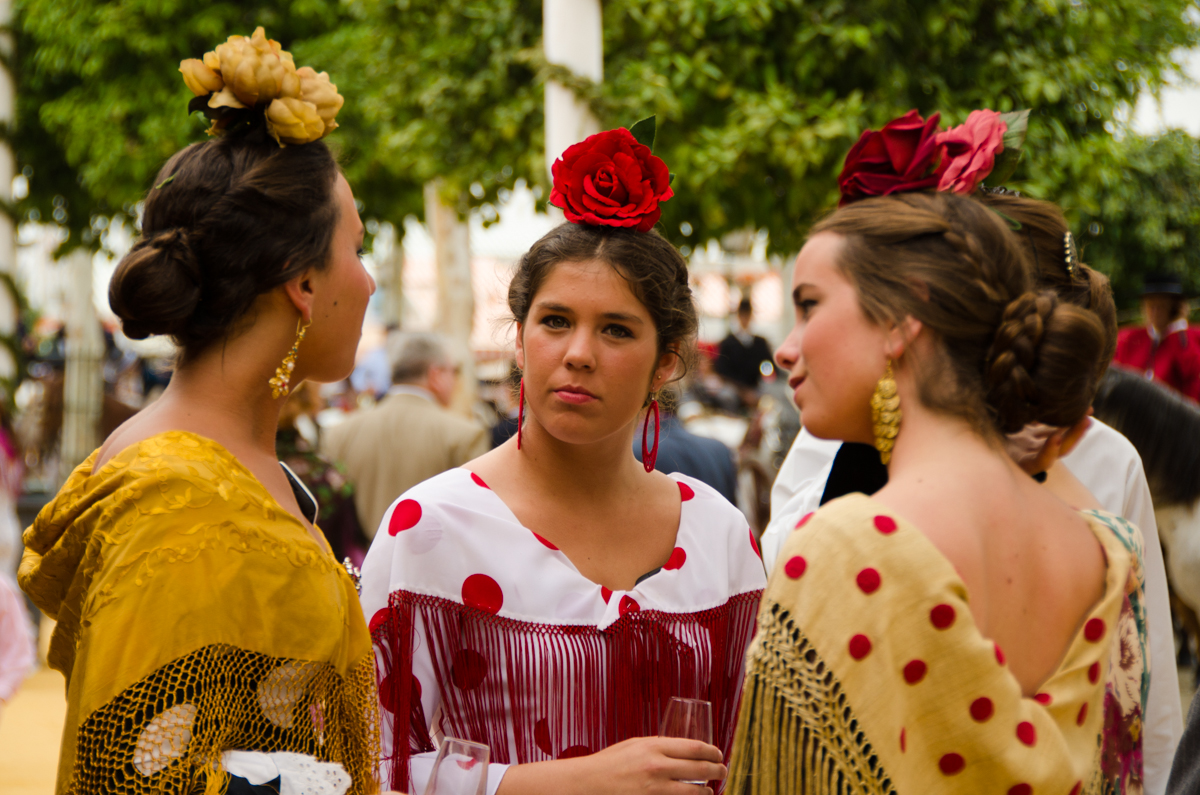
Diversità di fiori e pendenti

L'abito da flamenco (in spagnolo traje de flamenca) è l'abbigliamento tipico delle feste dell'Andalusia ed è spesso usato negli spettacoli e nelle esibizioni di flamenco.
Il modello più comune si compone di un indumento aderente lungo fino alla caviglia, ornato con varie balze o faralaes che possono essere posizionate sia sulla gonna che sulle maniche.
È realizzato in colori vivaci e con disegni semplici o con motivi geometrici, anche se il più tipico è a pois.
Si completa con un tipo di scialle (mantilla) tipico chiamato mantón de Manila.
È anche tradizionale portare sui capelli un fiocco a forma di fiore, grandi pendenti e scarpe con tacco alto.
L'origine dell'abito da flamenco non è stata stabilita con certezza e sono state avanzate diverse teorie, alcune delle quali ne fanno risalire l'origine a tempi antichi e altre, al contrario, la collocano all'inizio del XX secolo.
All'interno delle incisioni esistenti sull'abbigliamento regionale degli inizi del XIX secolo, troviamo le prime manifestazioni del costume popolare andaluso con una versione rurale che non anticipa affatto l'abito da flamenco e la sua versione urbana, basata sul modello della maja con gonna di seta e balze di pizzo, vita stretta, mantiglia e ornamento floreale nei capelli, che costituisce un chiaro antecedente formale dell'abito da flamenco così come è conosciuto oggi. Il costume popolare andaluso è un modello del costume popolare andaluso.
Ci sono anche tre eventi della metà del XIX secolo che determinano la configurazione attuale: il movimento romantico, la professionalizzazione del flamenco e la creazione della Feria de Abril a Siviglia. Durante la seconda metà del XIX secolo, il costume della maja fu adottato dalla popolazione gitana, che a sua volta lo reinterpretò in seguito dalla borghesia, sulla scia della diffusione artistica del canto e del ballo flamenco.
Il costume, inizialmente indossato dalle donne andaluse di classe inferiore, si è diffuso come costume tipico andaluso a partire dalla Feria de Abril del 1929, quando il costume divenne l'abito ufficiale per partecipare all'evento, una tradizione che si è consolidata fino ad oggi.
L'abbigliamento del flamenco si consolidò, nella sua forma attualmente conosciuta, tra il 1890 e il 1910 con un costume completo e aderente; ornato da volant, copricapi, scialli e scialle. Il periodo tra il 1920 e il 1936 vide l'introduzione della moda nell'abito flamenco, un'influenza che si è mantenuta fino ad oggi.
Durante il decennio degli anni Settanta del XX secolo, si verificò una crisi nell'uso di questo costume con un certo rifiuto da parte di un settore della gioventù, che fu superata alla fine del decennio con una netta ripresa in tutta l'Andalusia.